# Hernán Toledo
Hernán Darío Toledo, född 17 januari 1996, är en argentinsk fotbollsspelare (mittfältare) som spelar för Deportivo Maldonado.